# 比斯特里齊亞 (德羅霍貝奇區)
49°28′16″N 23°26′42″E / 49.47111°N 23.44500°E
比斯特里齊亞（烏克蘭語：Бистриця），是烏克蘭的村落，位於該國西部利沃夫州，由德羅霍貝奇區負責管轄，面積0.553平方公里，2001年人口425，人口密度每平方公里768.54人。